# László Kálmán
Dans le nom hongrois Kálmán László, le nom de famille précède le prénom, mais cet article utilise l’ordre habituel en français László Kálmán, où le prénom précède le nom.
Pour les articles homonymes, voir Kalman.
László Kálmán, né le 20 décembre 1972, est un joueur et entraîneur de basket-ball hongrois.